# Bardney
Bardney è un villaggio e parrocchia civile dell'Inghilterra, appartenente alla contea del Lincolnshire.